# Trujui
Trujui est une ville de l'arrondissement (partido) de Moreno dans la province de Buenos Aires en Argentine ; située à 8,4 km de Moreno, chef-lieu de l'arrondissement, et à 28 km à l'ouest de Buenos Aires, elle fait partie du Grand Buenos Aires, la mégapole constituée autour de la capitale du pays.
Lors du recensement de 2015, sa population s'élève à 98 649 habitants.